# Bartow (Geórgia)
Bartow é uma cidade  localizada no estado americano de Geórgia, no Condado de Jefferson. A cidade era inicialmente conhecida como Spier's Turnout, mas o nome foi alterado em homenagem ao Coronel Francis S. Bartow, de Savannah, Geórgia, o primeiro oficial confederado a morrer em ação, na Batalha de Manassas, Virgínia, em 21 de julho de 1861.

## Demografia
Segundo o censo americano de 2010, a sua população era de 286 habitantes, enquanto em 2006 foi estimada uma população de 287.

## Geografia
De acordo com o United States Census Bureau tem uma área de 2,9 km², totalmente cobertos por terra.

## Localidades na vizinhança
O diagrama seguinte representa as localidades num raio de 24 km ao redor de Bartow. 